# Eleição federal na Alemanha Ocidental em 1983
As eleições federais na Alemanha Ocidental foram realizadas a 6 de Março de 1983 e, serviram para eleger os 520 deputados para o Bundestag.

## Contexto político
Em Outubro de 1982, o líder da CDU, Helmut Kohl, foi eleito chanceler da RFA, após o FDP sair da coligação de 13 anos com o SPD, e, passar para uma coligação com CDU/CSU. Esta decisão do FDP, de trocar de coligação, e, assim, haver, não só uma mudança de governo, mas, também, um novo chanceler, foi considerada polémica, com dirigentes do SPD a acusarem o FDP de traição. Após o pacto CDU/CSU-FDP foi decidido convocar eleições antecipadas.

## Análise eleitoral
Os resultados foram um enorme sucesso para os partidos irmãos de centro-direita, União Democrata-Cristã e União Social-Cristã, que, subiram dos 44,5% e 237 deputados de 1980 para os 48,8% dos votos e 255 deputados. Este resultado foi o melhor para a CDU/CSU desde 1957, ficando os democratas-cristãos a, apenas, 6 lugares da maioria absoluta. Os resultados de CDU/CSU demonstram a vontade do eleitorado alemão-ocidental numa mudança e, também, a popularidade de Helmut Kohl. Por sua vez, os novos parceiros de coligação de CDU/CSU, os liberais do Partido Democrático Liberal, tiveram o pior resultado desde 1969, ficando-se, apenas, pelos 6,9% e 35 deputados. Os liberais sofreram, muito, com o crescimento eleitoral dos democratas-cristãos.
O Partido Social-Democrata, após 13 de governo, obteve um mau resultado, caindo dos 42,9% e 228 deputados de 1980 para 38,2% e 202 deputados. A saída de Helmut Schmidt, as divisões internas do SPD, a erosão do eleitorado após diversos anos no poder e, por fim, o crescimento dos Os Verdes, foram prejudiciais e justificam, em grande medida, o mau resultado do SPD.
Por fim, Os Verdes, obtiveram um resultado espectacular, conseguindo passar a barreira dos 5% necessária para entrar no parlamento, conquistando 5,6% dos votos e 28 deputados.
Após as eleições, a coligação de governo entre CDU/CSU e FDP continuou no poder, com Helmut Kohl.

## Resultados Oficiais

### Método Proporcional (Lista)
| Partido                     | Partido                     | Partido                     | Lista de Partido | Lista de Partido | Lista de Partido | Lista de Partido | Lista de Partido |
| Partido                     | Partido                     | Partido                     | Votos            | %                | +/-              | Deputados        | +/-              |
| --------------------------- | --------------------------- | --------------------------- | ---------------- | ---------------- | ---------------- | ---------------- | ---------------- |
|                             |                             | União Democrata-Cristã      | 14 857 680       | 38,15 / 100,00   | 3,91             | 66 / 272         | 38               |
|                             | União Social-Cristã         | 4 140 865                   | 10,63 / 100,00   | 0,33             | 9 / 272          | 3                |                  |
| CDU/CSU                     | CDU/CSU                     | 18 998 545                  | 48,81 / 100,00   | 4,27             | 75 / 272         | 41               |                  |
|                             | Partido Social-Democrata    | Partido Social-Democrata    | 14 865 807       | 38,18 / 100,00   | 4,68             | 134 / 272        | 33               |
|                             | Partido Democrático Liberal | Partido Democrático Liberal | 2 706 942        | 6,95 / 100,00    | 3,67             | 35 / 272         | 19               |
|                             | Os Verdes                   | Os Verdes                   | 2 167 431        | 5,57 / 100,00    | 4,07             | 28 / 272         | 28               |
| Barreira Eleitoral de 5,00% |                             |                             |                  |                  |                  |                  |                  |
|                             | Outros (com menos de 1,00%) | Outros (com menos de 1,00%) | 201 962          | 0,52 / 100,00    |                  | 0 / 272          |                  |
| Votos Inválidos             | Votos Inválidos             | Votos Inválidos             | 338 841          |                  |                  |                  |                  |
| Total                       | Total                       | Total                       | 39 279 529       | 100,00 / 100,00  |                  | 272 / 272        | 1                |
| Eleitorado/Participação     | Eleitorado/Participação     | Eleitorado/Participação     | 44 088 935       | 89,09 / 100,00   | 0,52             |                  |                  |
| Fonte                       | Fonte                       | Fonte                       | [ 4 ]            | [ 4 ]            | [ 4 ]            | [ 4 ]            | [ 4 ]            |

### Método Uninominal (Distrito)
| Partido                 | Partido                     | Partido                     | Distrito Eleitoral | Distrito Eleitoral | Distrito Eleitoral | Distrito Eleitoral | Distrito Eleitoral |
| Partido                 | Partido                     | Partido                     | Votos              | %                  | +/-                | Deputados          | +/-                |
| ----------------------- | --------------------------- | --------------------------- | ------------------ | ------------------ | ------------------ | ------------------ | ------------------ |
|                         |                             | União Democrata-Cristã      | 15 943 460         | 41,04 / 100,00     | 5,42               | 136 / 248          | 55                 |
|                         | União Social-Cristã         | 4 318 800                   | 11,12 / 100,00     | 0,69               | 44 / 248           | 4                  |                    |
| CDU/CSU                 | CDU/CSU                     | 20 262 260                  | 52,16 / 100,00     | 6,11               | 180 / 248          | 59                 |                    |
|                         | Partido Social-Democrata    | Partido Social-Democrata    | 15 686 033         | 40,38 / 100,00     | 4,08               | 68 / 248           | 59                 |
|                         | Os Verdes                   | Os Verdes                   | 1 609 855          | 4,14 / 100,00      | 2,20               | 0 / 248            | Estável            |
|                         | Partido Democrático Liberal | Partido Democrático Liberal | 1 087 918          | 2,80 / 100,00      | 4,40               | 0 / 248            | Estável            |
|                         | Outros (com menos de 1,00%) | Outros (com menos de 1,00%) | 199 287            | 0,52 / 100,00      |                    | 0 / 248            |                    |
| Votos Inválidos         | Votos Inválidos             | Votos Inválidos             | 434 176            |                    |                    |                    |                    |
| Total                   | Total                       | Total                       | 39 279 529         | 100,00 / 100,00    |                    | 248 / 248          |                    |
| Eleitorado/Participação | Eleitorado/Participação     | Eleitorado/Participação     | 44 088 935         | 89,09 / 100,00     | 0,52               |                    |                    |
| Fonte                   | Fonte                       | Fonte                       | [ 4 ]              | [ 4 ]              | [ 4 ]              | [ 4 ]              | [ 4 ]              |

### Total de Deputados
| Partido | Partido                     | Partido                     | Distrito Eleitoral | Distrito Eleitoral | Lista de Partido | Lista de Partido | Total     | Total |
| Partido | Partido                     | Partido                     | Deputados          | +/-                | Deputados        | +/-              | Deputados | +/-   |
| ------- | --------------------------- | --------------------------- | ------------------ | ------------------ | ---------------- | ---------------- | --------- | ----- |
|         |                             | União Democrata-Cristã      | 136 / 248          | 55                 | 66 / 272         | 38               | 202 / 520 | 17    |
|         | União Social-Cristã         | 44 / 248                    | 4                  | 9 / 272            | 3                | 53 / 520         | 1         |       |
| CDU/CSU | CDU/CSU                     | 180 / 248                   | 59                 | 75 / 272           | 41               | 255 / 520        | 18        |       |
|         | Partido Social-Democrata    | Partido Social-Democrata    | 68 / 248           | 59                 | 134 / 272        | 33               | 202 / 520 | 26    |
|         | Partido Democrático Liberal | Partido Democrático Liberal | 0 / 248            | Estável            | 35 / 272         | 19               | 35 / 520  | 19    |
|         | Os Verdes                   | Os Verdes                   | 0 / 248            | Estável            | 28 / 272         | 28               | 28 / 520  | 28    |
|         | Outros (com menos de 1,00%) | Outros (com menos de 1,00%) | 0 / 248            |                    | 0 / 272          |                  | 0 / 520   |       |
| Total   | Total                       | Total                       | 248 / 248          |                    | 272 / 272        | 1                | 520 / 520 | 1     |
| Fonte   | Fonte                       | Fonte                       | [ 4 ]              | [ 4 ]              | [ 4 ]            | [ 4 ]            | [ 4 ]     | [ 4 ] |

## Resultados por Estado Federal
A tabela de resultados apresentada refere-se aos votos obtidos na lista de partido e, apenas, refere-se a partidos com mais de 1,0% dos votos:
| Estado                     | %       | D       | %    | D   | %   | D   | %   | D   | Votantes   |
| Estado                     | CDU CSU | CDU CSU | SPD  | SPD | FDP | FDP | GRÜ | GRÜ | Votantes   |
| -------------------------- | ------- | ------- | ---- | --- | --- | --- | --- | --- | ---------- |
| Estado                     |         |         |      |     |     |     |     |     | Votantes   |
| Baden-Württemberg          | 52,6    | 39      | 31,1 | 23  | 9,0 | 7   | 6,8 | 5   | 5 785 570  |
| Baixa Saxônia              | 45,6    | 29      | 41,3 | 26  | 6,9 | 4   | 5,7 | 4   | 4 909 061  |
| Baviera                    | 59,5    | 53      | 28,9 | 26  | 6,2 | 6   | 4,7 | 4   | 7 020 065  |
| Berlim Ocidental (Nota)    | 48,0    | 11      | 38,3 | 9   | 5,6 | 1   | 7,2 | 1   | 1 291 842  |
| Bremen                     | 34,2    | 2       | 48,7 | 3   | 6,5 | -   | 9,7 | -   | 462 122    |
| Hamburgo                   | 37,6    | 5       | 47,4 | 7   | 6,3 | -   | 8,2 | 1   | 1 105 844  |
| Hesse                      | 44,3    | 21      | 41,6 | 20  | 7,6 | 4   | 6,0 | 3   | 3 673 072  |
| Renânia do Norte-Vestfália | 45,2    | 65      | 42,8 | 63  | 6,4 | 10  | 5,2 | 8   | 11 254 374 |
| Renânia-Palatinado         | 49,6    | 16      | 38,4 | 12  | 7,0 | 2   | 4,5 | 1   | 2 546 266  |
| Sarre                      | 44,8    | 4       | 43,8 | 4   | 6,0 | -   | 4,8 | -   | 761 885    |
| Schleswig-Holstein         | 46,5    | 10      | 41,7 | 9   | 6,3 | 1   | 5,2 | 1   | 1 761 269  |
| Alemanha Ocidental         | 48,8    | 255     | 38,2 | 202 | 6,9 | 35  | 5,6 | 28  | 39 279 529 |

Nota: Berlim Ocidental, oficialmente, não integrava a Alemanha Ocidental e, como tal, os seus deputados eram eleitos conformes os resultados das eleições regionais que correspondiam ao período das eleições federais alemãs.

### Baden-Württemberg
| Partido                 | Partido                     | Distrito Eleitoral | Distrito Eleitoral | Distrito Eleitoral | Lista de Partido | Lista de Partido | Lista de Partido | Deputados | +/- |
| Partido                 | Partido                     | Votos              | %                  | +/-                | Votos            | %                | +/-              | Deputados | +/- |
| ----------------------- | --------------------------- | ------------------ | ------------------ | ------------------ | ---------------- | ---------------- | ---------------- | --------- | --- |
|                         | União Democrata-Cristã      | 3 263 045          | 57,2 / 100,0       | 6,4                | 3 010 521        | 52,6 / 100,0     | 4,1              | 39 / 74   | 3   |
|                         | Partido Social-Democrata    | 1 929 527          | 33,8 / 100,0       | 4,9                | 1 777 511        | 31,1 / 100,0     | 6,1              | 23 / 74   | 4   |
|                         | Partido Democrático Liberal | 200 803            | 3,5 / 100,0        | 4,3                | 514 382          | 9,0 / 100,0      | 3,0              | 7 / 74    | 2   |
|                         | Os Verdes                   | 262 217            | 4,6 / 100,0        | 2,1                | 389 683          | 6,8 / 100,0      | 5,0              | 5 / 74    | 5   |
|                         | Outros                      | 52 828             | 0,9 / 100,0        |                    | 30 308           | 0,5 / 100,0      |                  | 0 / 74    |     |
| Votos Inválidos         | Votos Inválidos             | 77 150             | 1,3 / 100,0        | 0,1                | 62 985           | 1,1 / 100,0      | 0,1              |           |     |
| Total                   | Total                       | 5 785 570          | 100,0 / 100,0      |                    | 5 785 570        | 100,0 / 100,0    |                  | 74 / 74   | 2   |
| Eleitorado/Participação | Eleitorado/Participação     | 6 544 795          | 88,4 / 100,0       | 1,8                | 6 544 795        | 88,4 / 100,0     | 1,8              |           |     |

### Baixa Saxônia
| Partido                 | Partido                     | Distrito Eleitoral | Distrito Eleitoral | Distrito Eleitoral | Lista de Partido | Lista de Partido | Lista de Partido | Deputados | +/- |
| Partido                 | Partido                     | Votos              | %                  | +/-                | Votos            | %                | +/-              | Deputados | +/- |
| ----------------------- | --------------------------- | ------------------ | ------------------ | ------------------ | ---------------- | ---------------- | ---------------- | --------- | --- |
|                         | União Democrata-Cristã      | 2 384 706          | 49,0 / 100,0       | 7,5                | 2 223 998        | 45,6 / 100,0     | 5,8              | 29 / 63   | 3   |
|                         | Partido Social-Democrata    | 2 111 536          | 43,4 / 100,0       | 5,4                | 2 015 731        | 41,3 / 100,0     | 5,3              | 26 / 63   | 4   |
|                         | Partido Democrático Liberal | 130 937            | 2,7 / 100,0        | 4,6                | 338 416          | 6,9 / 100,0      | 4,4              | 4 / 63    | 3   |
|                         | Os Verdes                   | 220 143            | 4,5 / 100,0        | 2,4                | 278 597          | 5,7 / 100,0      | 4,1              | 4 / 63    | 4   |
|                         | Outros                      | 18 856             | 0,4 / 100,0        |                    | 18 104           | 0,3 / 100,0      |                  | 0 / 63    |     |
| Votos Inválidos         | Votos Inválidos             | 42 883             | 0,9 / 100,0        | 0,1                | 34 225           | 0,7 / 100,0      | Estável          |           |     |
| Total                   | Total                       | 4 909 061          | 100,0 / 100,0      |                    | 4 909 061        | 100,0 / 100,0    |                  | 63 / 63   |     |
| Eleitorado/Participação | Eleitorado/Participação     | 5 480 450          | 89,6 / 100,0       | 0,3                | 5 480 450        | 89,6 / 100,0     | 0,3              |           |     |

### Baviera
| Partido                 | Partido                     | Distrito Eleitoral | Distrito Eleitoral | Distrito Eleitoral | Lista de Partido | Lista de Partido | Lista de Partido | Deputados | +/- |
| Partido                 | Partido                     | Votos              | %                  | +/-                | Votos            | %                | +/-              | Deputados | +/- |
| ----------------------- | --------------------------- | ------------------ | ------------------ | ------------------ | ---------------- | ---------------- | ---------------- | --------- | --- |
|                         | União Social-Cristã         | 4 313 800          | 62,2 / 100,0       | 3,8                | 4 140 865        | 59,5 / 100,0     | 1,9              | 53 / 89   | 1   |
|                         | Partido Social-Democrata    | 2 096 722          | 30,2 / 100,0       | 3,2                | 2 014 399        | 28,9 / 100,0     | 3,8              | 26 / 89   | 4   |
|                         | Partido Democrático Liberal | 212 568            | 3,1 / 100,0        | 3,0                | 433 652          | 6,2 / 100,0      | 1,6              | 6 / 89    | 1   |
|                         | Os Verdes                   | 274 522            | 4,0 / 100,0        | 2,2                | 323 901          | 4,7 / 100,0      | 3,4              | 4 / 89    | 4   |
|                         | Outros                      | 38 962             | 0,5 / 100,0        |                    | 52 074           | 0,8 / 100,0      |                  | 0 / 89    |     |
| Votos Inválidos         | Votos Inválidos             | 78 491             | 1,1 / 100,0        | 0,5                | 55 174           | 0,8 / 100,0      | 0,2              |           |     |
| Total                   | Total                       | 7 020 065          | 100,0 / 100,0      |                    | 7 020 065        | 100,0 / 100,0    |                  | 89 / 89   |     |
| Eleitorado/Participação | Eleitorado/Participação     | 8 012 989          | 87,6 / 100,0       | Estável            | 8 012 989        | 87,6 / 100,0     | Estável          |           |     |

### Berlim Ocidental
| Partido                 | Partido                     | Votos     | %             | +/- | Deputados | +/-     |
| ----------------------- | --------------------------- | --------- | ------------- | --- | --------- | ------- |
|                         | União Democrata-Cristã      | 605 265   | 48,0 / 100,0  | 3,6 | 11 / 22   | Estável |
|                         | Partido Social-Democrata    | 483 778   | 38,3 / 100,0  | 4,4 | 9 / 22    | 1       |
|                         | Os Verdes                   | 90 653    | 7,2 / 100,0   | 3,5 | 1 / 22    | 1       |
|                         | Partido Democrático Liberal | 70 529    | 5,6 / 100,0   | 2,5 | 1 / 22    | Estável |
|                         | Outros                      | 11 941    | 0,9 / 100,0   |     | 0 / 22    |         |
| Votos Inválidos         | Votos Inválidos             | 29 676    | 2,3 / 100,0   | 0,3 |           |         |
| Total                   | Total                       | 1 291 842 | 100,0 / 100,0 |     | 22 / 22   |         |
| Eleitorado/Participação | Eleitorado/Participação     | 1 514 642 | 85,3 / 100,0  | 0,1 |           |         |

### Bremen
| Partido                 | Partido                     | Distrito Eleitoral | Distrito Eleitoral | Distrito Eleitoral | Lista de Partido | Lista de Partido | Lista de Partido | Deputados | +/-     |
| Partido                 | Partido                     | Votos              | %                  | +/-                | Votos            | %                | +/-              | Deputados | +/-     |
| ----------------------- | --------------------------- | ------------------ | ------------------ | ------------------ | ---------------- | ---------------- | ---------------- | --------- | ------- |
|                         | Partido Social-Democrata    | 239 062            | 52,3 / 100,0       | 1,6                | 222 935          | 48,7 / 100,0     | 3,8              | 3 / 5     | Estável |
|                         | União Democrata-Cristã      | 169 281            | 37,0 / 100,0       | 6,7                | 156 603          | 34,2 / 100,0     | 5,4              | 2 / 5     | 1       |
|                         | Os Verdes                   | 32 422             | 7,1 / 100,0        | 3,6                | 44 576           | 9,7 / 100,0      | 7,0              | 0 / 5     | Estável |
|                         | Partido Democrático Liberal | 12 741             | 2,8 / 100,0        | 8,6                | 29 876           | 6,5 / 100,0      | 8,6              | 0 / 5     | Estável |
|                         | Outros                      | 3 542              | 0,8 / 100,0        |                    | 3 694            | 0,8 / 100,0      |                  | 0 / 5     |         |
| Votos Inválidos         | Votos Inválidos             | 5 074              | 1,1 / 100,0        | 0,1                | 4 438            | 1,0 / 100,0      | 0,2              |           |         |
| Total                   | Total                       | 462 122            | 100,0 / 100,0      |                    | 462 122          | 100,0 / 100,0    |                  | 5 / 5     | 1       |
| Eleitorado/Participação | Eleitorado/Participação     | 523 260            | 88,3 / 100,0       | 0,5                | 523 260          | 88,3 / 100,0     | 0,5              |           |         |

### Hamburgo
| Partido                 | Partido                     | Distrito Eleitoral | Distrito Eleitoral | Distrito Eleitoral | Lista de Partido | Lista de Partido | Lista de Partido | Deputados | +/-     |
| Partido                 | Partido                     | Votos              | %                  | +/-                | Votos            | %                | +/-              | Deputados | +/-     |
| ----------------------- | --------------------------- | ------------------ | ------------------ | ------------------ | ---------------- | ---------------- | ---------------- | --------- | ------- |
|                         | Partido Social-Democrata    | 558 826            | 50,8 / 100,0       | 4,0                | 521 509          | 47,4 / 100,0     | 4,3              | 7 / 13    | Estável |
|                         | União Democrata-Cristã      | 445 362            | 40,5 / 100,0       | 8,1                | 414 055          | 37,6 / 100,0     | 6,4              | 5 / 13    | 1       |
|                         | Os Verdes                   | 65 947             | 6,0 / 100,0        | 3,5                | 90 174           | 8,2 / 100,0      | 5,9              | 1 / 13    | 1       |
|                         | Partido Democrático Liberal | 23 983             | 2,2 / 100,0        | 7,3                | 68 926           | 6,3 / 100,0      | 7,8              | 0 / 13    | 2       |
|                         | Outros                      | 5 396              | 0,5 / 100,0        |                    | 6 203            | 0,5 / 100,0      |                  | 0 / 13    |         |
| Votos Inválidos         | Votos Inválidos             | 6 330              | 0,6 / 100,0        | 0,3                | 4 977            | 0,5 / 100,0      | 0,1              |           |         |
| Total                   | Total                       | 1 105 844          | 100,0 / 100,0      |                    | 1 105 844        | 100,0 / 100,0    |                  | 13 / 13   |         |
| Eleitorado/Participação | Eleitorado/Participação     | 1 246 089          | 88,7 / 100,0       | 0,1                | 1 246 089        | 88,7 / 100,0     | 0,1              |           |         |

### Hesse
| Partido                 | Partido                     | Distrito Eleitoral | Distrito Eleitoral | Distrito Eleitoral | Lista de Partido | Lista de Partido | Lista de Partido | Deputados | +/- |
| Partido                 | Partido                     | Votos              | %                  | +/-                | Votos            | %                | +/-              | Deputados | +/- |
| ----------------------- | --------------------------- | ------------------ | ------------------ | ------------------ | ---------------- | ---------------- | ---------------- | --------- | --- |
|                         | União Democrata-Cristã      | 1 752 746          | 48,3 / 100,0       | 6,4                | 1 614 641        | 44,3 / 100,0     | 3,7              | 21 / 48   | 3   |
|                         | Partido Social-Democrata    | 1 603 317          | 44,1 / 100,0       | 4,4                | 1 513 449        | 41,6 / 100,0     | 4,8              | 20 / 48   | 2   |
|                         | Partido Democrático Liberal | 98 054             | 2,7 / 100,0        | 4,3                | 275 787          | 7,6 / 100,0      | 4,0              | 4 / 48    | 1   |
|                         | Os Verdes                   | 160 943            | 4,4 / 100,0        | 2,2                | 218 898          | 6,0 / 100,0      | 4,2              | 3 / 48    | 3   |
|                         | Outros                      | 17 347             | 0,5 / 100,0        |                    | 18 734           | 0,5 / 100,0      |                  | 0 / 48    |     |
| Votos Inválidos         | Votos Inválidos             | 40 665             | 1,1 / 100,0        | 0,2                | 31 563           | 0,9 / 100,0      | Estável          |           |     |
| Total                   | Total                       | 3 673 072          | 100,0 / 100,0      |                    | 3 673 072        | 100,0 / 100,0    |                  | 48 / 48   | 2   |
| Eleitorado/Participação | Eleitorado/Participação     | 4 071 991          | 90,2 / 100,0       | 0,3                | 4 071 991        | 90,2 / 100,0     | 0,3              |           |     |

### Renânia do Norte-Vestfália
| Partido                 | Partido                     | Distrito Eleitoral | Distrito Eleitoral | Distrito Eleitoral | Lista de Partido | Lista de Partido | Lista de Partido | Deputados | +/- |
| Partido                 | Partido                     | Votos              | %                  | +/-                | Votos            | %                | +/-              | Deputados | +/- |
| ----------------------- | --------------------------- | ------------------ | ------------------ | ------------------ | ---------------- | ---------------- | ---------------- | --------- | --- |
|                         | União Democrata-Cristã      | 5 386 165          | 48,3 / 100,0       | 6,2                | 5 046 812        | 45,2 / 100,0     | 4,6              | 65 / 146  | 5   |
|                         | Partido Social-Democrata    | 5 017 483          | 45,0 / 100,0       | 3,5                | 4 782 220        | 42,8 / 100,0     | 4,0              | 63 / 146  | 7   |
|                         | Partido Democrático Liberal | 273 042            | 2,4 / 100,0        | 4,9                | 716 412          | 6,4 / 100,0      | 4,5              | 10 / 146  | 6   |
|                         | Os Verdes                   | 435 916            | 3,9 / 100,0        | 2,2                | 581 350          | 5,2 / 100,0      | 4,0              | 8 / 146   | 8   |
|                         | Outros                      | 42 864             | 0,4 / 100,0        |                    | 49 543           | 0,4 / 100,0      |                  | 0 / 146   |     |
| Votos Inválidos         | Votos Inválidos             | 98 904             | 0,9 / 100,0        | 0,2                | 78 037           | 0,7 / 100,0      | 0,1              |           |     |
| Total                   | Total                       | 11 254 374         | 100,0 / 100,0      |                    | 11 254 374       | 100,0 / 100,0    |                  | 146 / 146 | 1   |
| Eleitorado/Participação | Eleitorado/Participação     | 12 576 604         | 89,5 / 100,0       | 0,5                | 12 576 604       | 89,5 / 100,0     | 0,5              |           |     |

### Renânia-Palatinado
| Partido                 | Partido                     | Distrito Eleitoral | Distrito Eleitoral | Distrito Eleitoral | Lista de Partido | Lista de Partido | Lista de Partido | Deputados | +/- |
| Partido                 | Partido                     | Votos              | %                  | +/-                | Votos            | %                | +/-              | Deputados | +/- |
| ----------------------- | --------------------------- | ------------------ | ------------------ | ------------------ | ---------------- | ---------------- | ---------------- | --------- | --- |
|                         | União Democrata-Cristã      | 1 314 677          | 52,8 / 100,0       | 5,6                | 1 241 886        | 49,6 / 100,0     | 4,0              | 16 / 31   | 1   |
|                         | Partido Social-Democrata    | 1 008 252          | 40,5 / 100,0       | 3,6                | 959 714          | 38,4 / 100,0     | 4,4              | 12 / 31   | 2   |
|                         | Partido Democrático Liberal | 80 594             | 3,2 / 100,0        | 3,6                | 174 658          | 7,0 / 100,0      | 2,8              | 2 / 31    | 1   |
|                         | Os Verdes                   | 74 818             | 3,0 / 100,0        | 1,4                | 113 185          | 4,5 / 100,0      | 3,1              | 1 / 31    | 1   |
|                         | Outros                      | 10 085             | 0,4 / 100,0        |                    | 12 228           | 0,6 / 100,0      |                  | 0 / 31    |     |
| Votos Inválidos         | Votos Inválidos             | 57 840             | 2,3 / 100,0        | 0,8                | 44 595           | 1,8 / 100,0      | 0,6              |           |     |
| Total                   | Total                       | 2 546 266          | 100,0 / 100,0      |                    | 2 546 266        | 100,0 / 100,0    |                  | 31 / 31   | 1   |
| Eleitorado/Participação | Eleitorado/Participação     | 2 816 609          | 90,4 / 100,0       | 0,5                | 2 816 609        | 90,4 / 100,0     | 0,5              |           |     |

### Sarre
| Partido                 | Partido                     | Distrito Eleitoral | Distrito Eleitoral | Distrito Eleitoral | Lista de Partido | Lista de Partido | Lista de Partido | Deputados | +/-     |
| Partido                 | Partido                     | Votos              | %                  | +/-                | Votos            | %                | +/-              | Deputados | +/-     |
| ----------------------- | --------------------------- | ------------------ | ------------------ | ------------------ | ---------------- | ---------------- | ---------------- | --------- | ------- |
|                         | União Democrata-Cristã      | 357 640            | 47,6 / 100,0       | 3,9                | 336 999          | 44,8 / 100,0     | 2,5              | 4 / 8     | Estável |
|                         | Partido Social-Democrata    | 347 702            | 46,3 / 100,0       | 3,7                | 329 436          | 43,8 / 100,0     | 4,5              | 4 / 8     | Estável |
|                         | Partido Democrático Liberal | 18 464             | 2,5 / 100,0        | 2,9                | 44 934           | 6,0 / 100,0      | 1,8              | 0 / 8     | Estável |
|                         | Os Verdes                   | 22 893             | 3,0 / 100,0        | 2,7                | 35 789           | 4,8 / 100,0      | 3,7              | 0 / 8     | Estável |
|                         | Outros                      | 4 475              | 0,6 / 100,0        |                    | 5 030            | 0,7 / 100,0      |                  | 0 / 8     |         |
| Votos Inválidos         | Votos Inválidos             | 10 712             | 1,4 / 100,0        | 0,3                | 9 697            | 1,3 / 100,0      | 0,1              |           |         |
| Total                   | Total                       | 761 885            | 100,0 / 100,0      |                    | 761 885          | 100,0 / 100,0    |                  | 8 / 8     |         |
| Eleitorado/Participação | Eleitorado/Participação     | 841 073            | 90,6 / 100,0       | Estável            | 841 073          | 90,6 / 100,0     | Estável          |           |         |

### Schleswig-Holstein
| Partido                 | Partido                     | Distrito Eleitoral | Distrito Eleitoral | Distrito Eleitoral | Lista de Partido | Lista de Partido | Lista de Partido | Deputados | +/- |
| Partido                 | Partido                     | Votos              | %                  | +/-                | Votos            | %                | +/-              | Deputados | +/- |
| ----------------------- | --------------------------- | ------------------ | ------------------ | ------------------ | ---------------- | ---------------- | ---------------- | --------- | --- |
|                         | União Democrata-Cristã      | 869 838            | 49,8 / 100,0       | 9,1                | 812 175          | 46,5 / 100,0     | 7,6              | 10 / 21   | 1   |
|                         | Partido Social-Democrata    | 773 606            | 44,3 / 100,0       | 5,4                | 728 903          | 41,7 / 100,0     | 5,0              | 9 / 21    | 2   |
|                         | Partido Democrático Liberal | 36 732             | 2,1 / 100,0        | 5,7                | 109 899          | 6,3 / 100,0      | 6,4              | 1 / 21    | 2   |
|                         | Os Verdes                   | 60 034             | 3,4 / 100,0        | 2,0                | 91 098           | 5,2 / 100,0      | 3,8              | 1 / 21    | 1   |
|                         | Outros                      | 4 932              | 0,3 / 100,0        |                    | 6 044            | 0,3 / 100,0      |                  | 0 / 21    |     |
| Votos Inválidos         | Votos Inválidos             | 16 127             | 0,9 / 100,0        | 0,2                | 13 150           | 0,7 / 100,0      | Estável          |           |     |
| Total                   | Total                       | 1 761 269          | 100,0 / 100,0      |                    | 1 761 269        | 100,0 / 100,0    |                  | 21 / 21   | 2   |
| Eleitorado/Participação | Eleitorado/Participação     | 1 975 075          | 89,2 / 100,0       | 0,2                | 1 975 075        | 89,2 / 100,0     | 0,2              |           |     |